# Megalochóri (ort i Grekland, Mellersta Makedonien)
Megalochóri (Megalochori) är en ort i Grekland.   Den ligger i prefekturen Nomós Serrón och regionen Mellersta Makedonien, i den norra delen av landet, 400 km norr om huvudstaden Aten. Megalochóri ligger 37 meter över havet och antalet invånare är 658.
Terrängen runt Megalochóri är varierad. Runt Megalochóri är det ganska tätbefolkat, med 60 invånare per kvadratkilometer. Närmaste större samhälle är Irákleia, 8,6 km sydost om Megalochóri. Trakten runt Megalochóri består till största delen av jordbruksmark.